# ツイステッド・ピクチャーズ
ツイステッド・ピクチャーズ（英: Twisted Pictures）とは、アメリカの映画製作会社。Evolution Entertainment社の一部門であり、ホラー映画やスリラー映画を専門に製作している。同社は2004年にEvolution社のマーク・バーグ、Oren Koules、グレッグ・ホフマンによって設立された。同社は、『ソウ』シリーズすべてを手がけている事で知られる。

## 沿革
2004年、Evolution Entertainment社が『ソウ』を一般公開前に成功させたことを受けて、同社の幹部であるマーク・バーグ、Oren Koules、グレッグ・ホフマンの3人は、エボリューション社のホラージャンルの映画部門としてツイステッド・ピクチャーズを設立した。2004年10月に公開された『ソウ』は興行的にも成功し、配給元のライオンズゲート・フィルムズ社は同年11月にツイステッド・ピクチャーズ社と9本の映画製作契約を結んだ。ツイステッド・ピクチャーズ社はそれ以来、『ソウ』シリーズの全作品を製作している。Carl Mazzoconeは4年間、社長を務めた。
2007年6月には、ツイステッド・ピクチャーズはRKOピクチャーズと合弁事業を興し、RKOピクチャーズのライブラリから『Five Came Back』（1939年）、『私はゾンビと歩いた!』（1943年）、『死体を売る男』（1945年）、『恐怖の精神病院』（1946年）の4作品をリメイクすることにした。
2009年10月、ツイステッド・ピクチャーズは、映画製作会社であるプラチナム・デューンズとの話し合いが決裂した後、『悪魔のいけにえ』の権利者であるBob KuhnとKim Henkelと契約を結んだ。この契約は、複数の映画をカバーするとされている。
2012年6月28日、ツイステッド・ピクチャーズは、映画『N.Y.式ハッピー・セラピー』（原題：Anger Management）の名を冠したテレビドラマを制作するテレビ部門「ツイステッド・テレビジョン」を開設した。

## フィルモグラフィ
| 年   | 邦題 原題                                                   | 監督                       | 配給会社                                                              | 製作費        | 興行収入       |
| ---- | ----------------------------------------------------------- | -------------------------- | --------------------------------------------------------------------- | ------------- | -------------- |
| 2004 | ソウ Saw                                                    | ジェームズ・ワン           | ライオンズゲート・フィルムズ                                          | $1.2 million  | $103.9 million |
| 2005 | ソウ2 Saw II                                                | ダーレン・リン・バウズマン | ライオンズゲート・フィルムズ                                          | $4 million    | $147.7 million |
| 2006 | ソウ3 Saw III                                               | ダーレン・リン・バウズマン | ライオンズゲート・フィルムズ                                          | $10 million   | $164.9 million |
| 2007 | デッド・サイレンス Dead Silence                             | ジェームズ・ワン           | ユニバーサル・ピクチャーズ                                            | $20 million   | $22.2 million  |
| 2007 | ソウ4 Saw IV                                                | ダーレン・リン・バウズマン | ライオンズゲート・フィルムズ                                          | $10 million   | $139.4 million |
| 2007 | カタコンベ Catacombs                                        | Tomm Coker David Elliot    | ライオンズゲート・フィルムズ ユニバーサル・ピクチャーズ Chiller Films | N/A           | N/A            |
| 2008 | VLOG ～殺人サイト～ Vlog                                    | Joshua Butler              | Anchor Bay Entertainment                                              | N/A           | N/A            |
| 2008 | ソウ5 Saw V                                                 | David Hackl                | ライオンズゲート・フィルムズ                                          | $10.8 million | $113.9 million |
| 2008 | REPO! レポ Repo! The Genetic Opera                          | ダーレン・リン・バウズマン | ライオンズゲート・フィルムズ                                          | $8.5 million  | $188,126       |
| 2009 | ソウ6 Saw VI                                                | ケヴィン・グルタート       | ライオンズゲート・フィルムズ                                          | $11 million   | $68.2 million  |
| 2010 | The Tortured                                                | Robert Lieberman           | VVS Films                                                             | N/A           | N/A            |
| 2010 | ソウ ザ・ファイナル 3D Saw 3D                               | ケヴィン・グルタート       | ライオンズゲート・フィルムズ                                          | $20 million   | $136.2 million |
| 2014 | チェーン Catch Hell                                         | ライアン・フィリップ       | eOne Films                                                            | N/A           | N/A            |
| 2017 | ヘイヴンハースト Havenhurst                                 | Andrew C. Erin             | Brainstorm Media                                                      | N/A           | N/A            |
| 2017 | ジグソウ:ソウ・レガシー Jigsaw                              | スピエリッグ兄弟           | ライオンズゲート・フィルムズ                                          | $10 million   | $103 million   |
| 2021 | スパイラル:ソウ オールリセット Spiral: From the Book of Saw | ダーレン・リン・バウズマン | ライオンズゲート・フィルムズ                                          | $20 million   | $38.8 million  |
| 2023 | ソウX Saw X                                                 | ケヴィン・グルタート       | ライオンズゲート・フィルムズ                                          | $13 million   | $58.2 million  |

## 参照
- en:Evolution Entertainment
- en:Atomic Monster Productions
- ブラムハウス・プロダクションズ
- ダーク・キャッスル・エンターテインメント
- ゴースト・ハウス・ピクチャーズ
- en:Gold Circle Films
- プラチナム・デューンズ